# Paepalanthus yapacanensis
Paepalanthus yapacanensis är en gräsväxtart som först beskrevs av Harold Norman Moldenke, och fick sitt nu gällande namn av Nancy Hensold. Paepalanthus yapacanensis ingår i släktet Paepalanthus och familjen Eriocaulaceae.

## Underarter
Arten delas in i följande underarter:
- P. y. hirsutus
- P. y. yapacanensis